# Муравьёв, Николай Ерофеевич
Николай Ерофеевич Муравьёв (1724 — 1770, Монпелье) — русский генерал-инженер, сенатор из рода Муравьёвых. Отец генерал-майора Н. Н. Муравьёва. Владелец усадьбы Сырец в  Санкт-Петербургской губернии.

## Биография
Родился в семье Ерофея Федоровича Муравьёва в 1724 году. В 1738 году Николай поступает в Сухопутный шляхетский корпус. В 1739 году во время русско-турецкой войны Ерофей Федорович погиб. В 1750 году Николай Муравьёв был выпущен из шляхетского корпуса инженер-поручиком и как лучший ученик оставлен в качестве преподавателя фортификации.
В 1752 году в Санкт-Петербурге он выпустил в свет первую часть «Начального основания математики» (вторая часть осталась неизданной), одного из первых по времени русских математических сочинений.
По словам Н. И. Новикова, Муравьев в молодости также писал «весьма изрядные стихотворения, а особливо песни, которые весьма много похваляются».
В 1761 году Н. Е. Муравьёв был уже инженер-генерал-майором, в 1764 назначен главным директором при строении государственных дорог.
В 1766 году участвовал в составлении инструкции о генеральном государственном межевании, в 1767 в качестве депутата от Водской пятины заседал в Комиссии для сочинения проекта нового Уложения и входил в число пяти лиц, баллотировавшихся в маршалы или её председатели.
Последние годы своей жизни был генерал-поручиком, сенатором и, согласно ряду источников, даже замещал должность рижского генерал-губернатора. Умер на водах в Монпелье. Похоронен в селе Мроткино Лужского уезда Петербургской губернии (ныне — в Батецком районе, Новгородская область).

## Семья
Николай Ерофеевич был женат на Анне Андреевне Волковой, сестре драматурга. Во время пребывания мужа в Риге 15 сентября 1768 года у неё родился сын Николай, известный впоследствии своим покровительством будущим декабристам. Овдовев, Анна Андреевна вступила во второй брак с князем А. В. Урусовым (1729—1813).

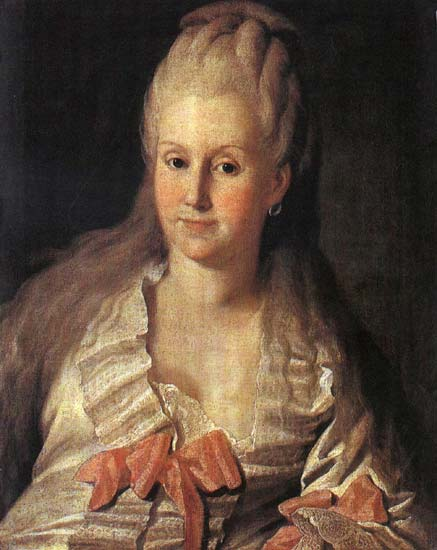
Анна Андреевна Муравьёва, жена портрет работы Карла Христинека, 1768 г.
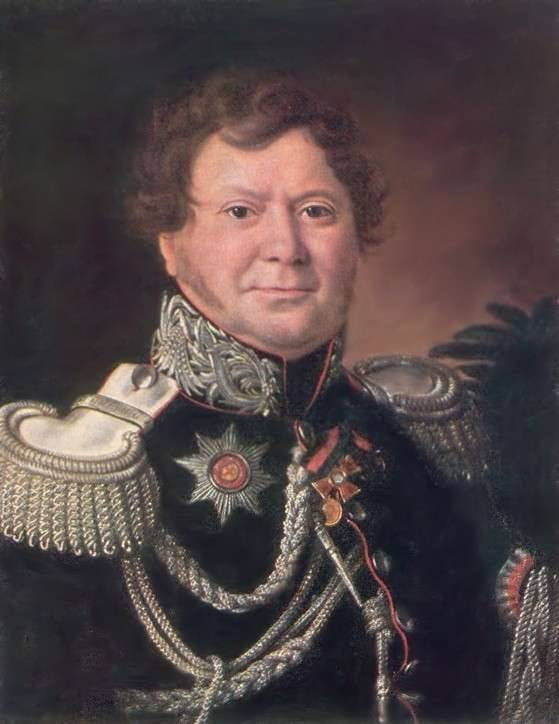
Николай Николаевич Муравьёв, сын портрет работы Николая Аргунова, 1817 г.